# Бада, Хорхе
Хорхе Бада-и-Санчес (исп. Jorge Bada y Sáinchez, 17 августа 1944, Мехико, Мексика) — мексиканский хоккеист (хоккей на траве), полузащитник.

## Биография
Хорхе Бада родился 17 августа 1944 года в мексиканском городе Мехико.
В 1968 году вошёл в состав сборной Мексики по хоккею на траве на Олимпийских играх в Мехико, занявшей 16-е место. Играл на позиции полузащитника, провёл 5 матчей, забил 1 мяч в ворота сборной ФРГ.